# Полоцькі унійні архієпископи
Полоцькі унійні архієпископи — архієпископи Полоцької унійної архієпархії Руської Унійної Церкви від підписання Берестейської унії до 1838 року.

## Полоцькі архієпископи
- Герман Загорський (від 22 вересня 1595 року — православний; 1596—1600)
- Гедеон Брольницький (26 травня 1601 — поч. 1618)
- Йосафат Кунцевич (коад'ютор від 28 червня 1617 року; ординарій 31 березня 1618 — 12 листопада 1623)
- Антін Селява (14 лютого 1624 — 12 вересня 1655)
  - Никифор Лосовський (коад'ютор 1643—1651)
- Гавриїл Коленда (коад'ютор від 1652; ординарій 1655 — 11 лютого 1674)
- Кипріян Жоховський (коад'ютор від 1670; ординарій 1674 — 26 жовтня 1693)
  - Лев Слюбич-Заленський (адміністратор 1693—1696)
- Маркіян Білозор (1696 — 18 червня 1707)
  - Порфирій Кульчицький (адміністратор 1708—1710)
- Сильвестр Пешкевич (березень 1710 — 8 вересня 1714)
- Флоріян Гребницький (адміністратор від 8 грудня 1715; ординарій 1716 — 18 липня 1762)
- Ясон Смогожевський (коад'ютор від 5 вересня 1758; ординарій 18 липня 1762 — 1780)
- Іраклій Лісовський (18 квітня 1784 — 30 серпня 1809)
  - Григорій Коханович (помічник 1807)
- Іван Красовський (адміністратор від 1809; ординарій 1 січня 1811 — 1823; титулярний 1823—1826)
- Яків Мартушевич (адміністратор від 1823; ординарій 1826 — 26 січня 1833)
  - Йосиф Семашко (помічник 4 серпня 1829 — 2 квітня 1833)
- Йосафат Булгак (17 квітня 1833 — 23 лютого 1838)
  - Василь Лужинський (помічник 11 грудня 1833 — 1838; адміністратор 9 листопада 1838 — 25 березня 1839)